# Dermestes fasciatus
Dermestes fasciatus är en skalbaggsart som beskrevs av Leconte 1854. Dermestes fasciatus ingår i släktet Dermestes och familjen ängrar. Inga underarter finns listade i Catalogue of Life.